# Syspro
SYSPRO ist eine Enterprise-Resource-Planning-Software vom gleichnamigen südafrikanischen Hersteller SYSPRO (Pty) Ltd.

## Unternehmen
Die Firma SYSPRO wurde im Jahr 1978 gegründet und war eine der ersten Softwarefirmen, die eine komplette Enterprise-Resource-Planning-Software für kleine und mittelständische Unternehmen entwickelte. Die Firma hat über 1500 Niederlassungen und Vertriebspartner. Zurzeit verwenden ca. 12.000 Unternehmen aus 60 Ländern  diese Software. In den Hauptniederlassungen in Südafrika, Australien, USA, Kanada und England arbeiten ca. 350 Angestellte.

## Produkte
Für das Hauptprodukt "SYSPRO" in der aktuellen Version 6.0 Issue 10 sind derzeit 45 integrierte Softwaremodule aus den folgenden Bereichen verfügbar:
- Finanzen (Debitorenbuchhaltung, Kreditorenbuchhaltung, Finanzbuchhaltung, Anlagenbuchhaltung)
- Distribution (Einkauf, Verkauf), Lagerwirtschaft (WMS)
- Produktion (MRP, Produktion, Stückliste) und
- Reporting (Allgemein- und Finanzreporting)
- CRM-System
- APS (Advanced Planning and Scheduling)
- Analytics (Anwendung zur Analyse von Geschäftszahlen)

## Plattform und Datenbank
Die Software ist eine mehrschichtige Anwendung, die sowohl allein auf einem einzelnen Computer als auch in einer großen Client-Server-Infrastruktur mit hunderten gleichzeitig aktiven Benutzern laufen kann. Die Syspro Serveranwendung ist auf verschiedenen Versionen der Betriebssysteme Windows, Unix und Linux lauffähig. Der Syspro Client läuft auf den verschiedenen Versionen von Windows. Die unterstützten Datenbankformate sind zurzeit ISAM und Microsoft SQL Server. Die Syspro-Software bietet zahlreiche Programmierschnittstellen, die es externen Entwicklern ermöglicht, eigene Anwendungen auf Basis der im Syspro Programmcode abgebildeten Geschäftslogik zu erstellen.